# South Africa International 2016
Die South Africa International 2016 im Badminton fanden vom 2. bis zum 4. Dezember 2016 in Benoni statt.

## Sieger und Platzierte
| Disziplin    | Gold                                 | Silber                            | Bronze                             |
| ------------ | ------------------------------------ | --------------------------------- | ---------------------------------- |
| Herreneinzel | Jacob Maliekal                       | Anatoliy Yartsev                  | Maxime Moreels                     |
| Herreneinzel | Jacob Maliekal                       | Anatoliy Yartsev                  | Georges Paul                       |
| Dameneinzel  | Evgeniya Kosetskaya                  | Hadia Hosny                       | Elme de Villiers                   |
| Dameneinzel  | Evgeniya Kosetskaya                  | Hadia Hosny                       | Johanita Scholtz                   |
| Herrendoppel | Abdelrahman Abdelhakim Ahmed Salah   | Matthew Michel Prakash Vijayanath | Andries Malan Jovica Rujevic       |
| Herrendoppel | Abdelrahman Abdelhakim Ahmed Salah   | Matthew Michel Prakash Vijayanath | Ruan Snyman Bongani von Bodenstein |
| Damendoppel  | Michelle Butler-Emmett Jennifer Fry  | Elme de Villiers Sandra Le Grange | Demi Botha Sandra Rujevic          |
| Damendoppel  | Michelle Butler-Emmett Jennifer Fry  | Elme de Villiers Sandra Le Grange | Hannelie Du Plessis Lynette Swart  |
| Mixed        | Anatoliy Yartsev Evgeniya Kosetskaya | Andries Malan Sandra Le Grange    | Abdelrahman Abdelhakim Doha Hany   |
| Mixed        | Anatoliy Yartsev Evgeniya Kosetskaya | Andries Malan Sandra Le Grange    | Ahmed Salah Menna Eltanany         |